# Episodi di Life on Mars
La prima e unica stagione della serie televisiva Life on Mars è stata trasmessa negli Stati Uniti dal 9 ottobre 2008 al 1º aprile 2009 su ABC.
In origine erano stati girati 13 episodi: il 20 novembre 2008 l'ABC annunciò la messa in onda di altri 4 episodi, per il totale definitivo di 17. In particolare va registrato come la stagione sia stata divisa in due fasi, la prima delle quali s'interruppe proprio il 20 novembre, con un finale della puntata 7 (L'uomo che ha ingannato il mondo) chiaramente strutturato come un cliffhanger: tuttavia alla ripresa, a fine gennaio, la serie non riprese dalla situazione sospesa, che venne messa in onda come seconda puntata del 2009 (Voci al telefono) facendo precedere l'episodio Rivalità, cronologicamente inserito come 11°.
In Italia la stagione è andata in onda in prima visione dal 23 aprile al 13 agosto 2009 su Fox Crime.
| nº | Titolo originale                                          | Titolo italiano                  | Prima TV USA     | Prima TV Italia |
| -- | --------------------------------------------------------- | -------------------------------- | ---------------- | --------------- |
| 1  | Out Here in the Fields                                    | Un serial killer del passato     | 9 ottobre 2008   | 23 aprile 2009  |
| 2  | The Real Adventures of the Unreal Sam Tyler               | Le avventure del falso Sam Tyler | 16 ottobre 2008  | 30 aprile 2009  |
| 3  | My Maharishi is Bigger Than Your Maharishi                | Uomini coraggiosi                | 23 ottobre 2008  | 7 maggio 2009   |
| 4  | Have You Seen Your Mother, Baby, Standing In the Shadows? | Passato, presente, futuro        | 30 ottobre 2008  | 14 maggio 2009  |
| 5  | Things to Do in New York When You Think You're Dead       | Preghiere esaudite               | 6 novembre 2008  | 21 maggio 2009  |
| 6  | Tuesday's Dead                                            | Martedì nero                     | 13 novembre 2008 | 28 maggio 2009  |
| 7  | The Man Who Sold the World                                | L'uomo che ha ingannato il mondo | 20 novembre 2008 | 4 giugno 2009   |
| 8  | Take a Look at the Lawmen                                 | Rivalità                         | 28 gennaio 2009  | 11 giugno 2009  |
| 9  | The Dark Side of the Mook                                 | Voci al telefono                 | 4 febbraio 2009  | 18 giugno 2009  |
| 10 | Let All the Children Boogie                               | Rocket Girl                      | 11 febbraio 2009 | 25 giugno 2009  |
| 11 | Home is Where You Hang Your Holster                       | La via di casa                   | 18 febbraio 2009 | 2 luglio 2009   |
| 12 | The Simple Secret of The Note In Us All                   | Déjà vu                          | 25 febbraio 2009 | 9 luglio 2009   |
| 13 | Revenge of Broken Jaw                                     | Clay contro Norton               | 3 marzo 2009     | 16 luglio 2009  |
| 14 | Coffee, Tea, or Annie                                     | Caffè, the o Annie?              | 11 marzo 2009    | 23 luglio 2009  |
| 15 | All the Young Dudes                                       | Appuntamento con il passato      | 18 marzo 2009    | 30 luglio 2009  |
| 16 | Everyone Knows It's Windy                                 | Torna a casa, Sam                | 25 marzo 2009    | 6 agosto 2009   |
| 17 | Life Is a Rock                                            | Life Is a Rock                   | 1º aprile 2009   | 13 agosto 2009  |

## Un serial killer del passato
- Titolo originale: Out Here in the Fields
- Diretto da: Gary Fleder
- Scritto da: Josh Appelbaum, André Nemec e Scott Rosenberg

## Le avventure del falso Sam Tyler
- Titolo originale: The Real Adventures of the Unreal Sam Tyler
- Diretto da: Michael Katleman
- Scritto da: Brian Oh

### Trama

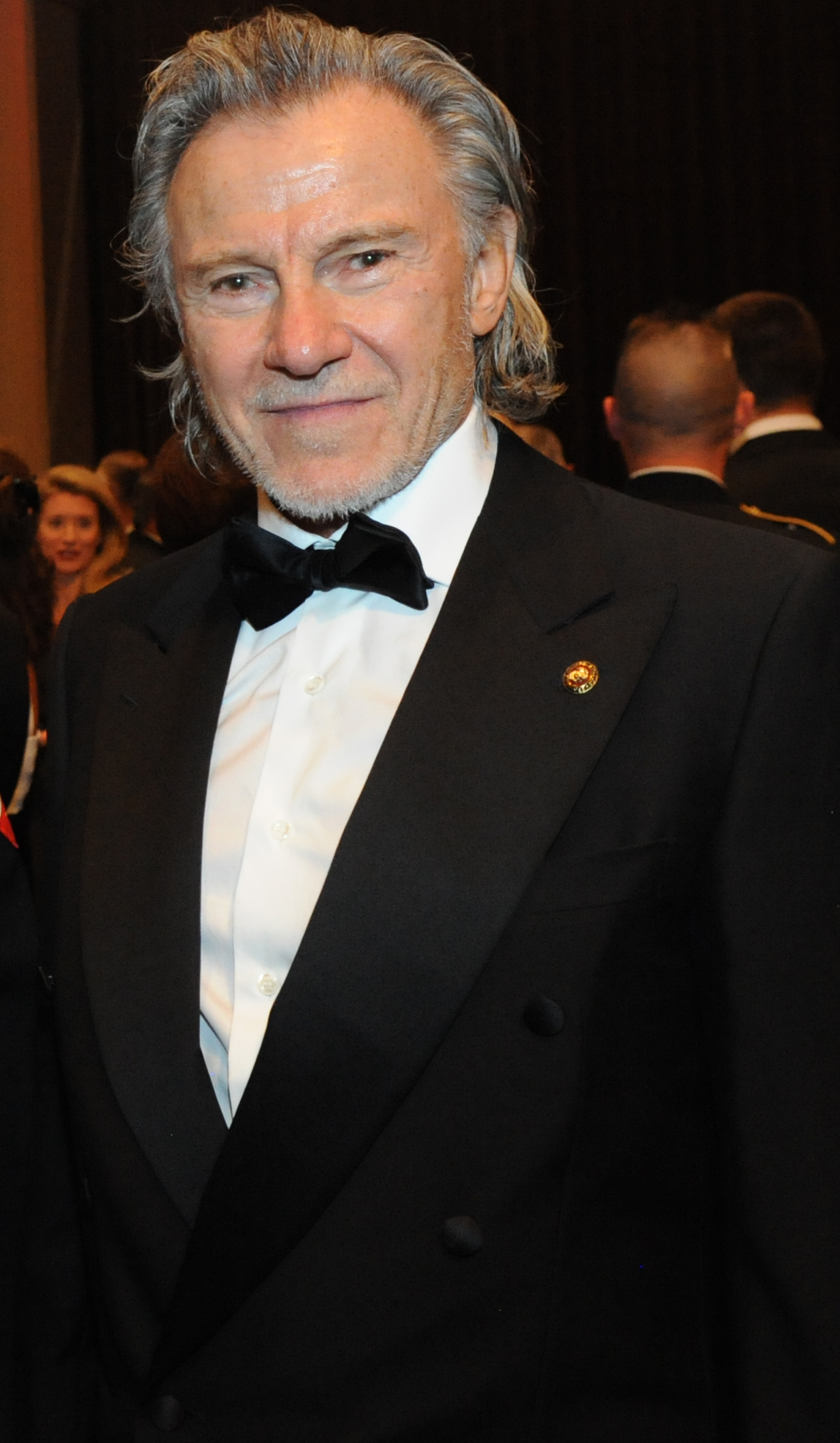
Harvey Keitel è il tenente Hunt

Sam cerca di trovare un senso a quel che gli è capitato, ma nessuna spiegazione sembra plausibile. Nel frattempo continua ad occuparsi dei casi del Distretto: alcune rapine in cui sono stati commessi omicidi portano all'arresto del pregiudicato Trent, capo di una banda di svaligiatori: Hunt e gli altri tentano di disseminare false prove per incastrare l'uomo, chiaramente colpevole, ma Sam si oppone e lo fa scarcerare. Quando la segretaria June viene ferita quasi mortalmente, i suoi colleghi lo reputano responsabile per aver rimesso in libertà il criminale. Sam continua ad indagare e, tra le apparizioni di un misterioso piccolo robot e la conoscenza della bella coinquilina, scopre che la banda di Trent operava grazie alla copertura di falsi poliziotti, le cui divise erano state fornite da June, con cui Trent aveva un relazione.

## Uomini coraggiosi
- Titolo originale: My Maharishi is Bigger Than Your Maharishi
- Diretto da: Michael Pressman
- Scritto da: Tracy McMillan

### Trama
La morte violenta di un reduce decorato della guerra del Vietnam mette in subbuglio il 125º distretto: Hunt sguinzaglia i suoi uomini per far luce sull'efferato omicidio. Quando Sam e Annie scoprono che l'uomo era omosessuale, i poliziotti fanno ostruzione sul caso. Sam riesce a tendere un'imboscata ai balordi sospettati dell'aggressione e da lì la pista conduce all'ex capitano del soldato morto. Nel frattempo, Sam continua ad avere strane visioni del suo "passato" reale, visita una delle case dove viveva da bambino e addirittura vede "sé stesso", a 4 anni, accompagnato dal proprio padre a una partita dei Knicks.

## Passato, presente, futuro
- Titolo originale: Have You Seen Your Mother, Baby, Standing In the Shadows?
- Diretto da: Alex Zakrzewski
- Scritto da: David Wilcox

### Trama
Sam s'imbatte in sua madre che viene caricata a forza su un'auto da uno strozzino: catturato, l'uomo viene subito scarcerato in quanto affiliato alla banda di Casso, che passa dritte alla polizia in cambio del silenzio. Annie rivela a Sam che i criminali gestiscono un giro di droga e prostituzione e il detective riapre il caso, in precedenza insabbiato, di due giovani prostitute trovate morte. Durante le indagini cerca di mettere fuori dai guai sua madre, che si era rivolta a loro per un prestito, senza rivelare di essere suo figlio ed evitando l'incontro con "sé stesso" bambino. Continuano le esperienze allucinanti in una sorta di spazio-tempo che si muove a proprio piacimento e in cui la mente di Sam sembra essere completamente fuori controllo.
- Guest star: Lenny Venito

## Martedì nero

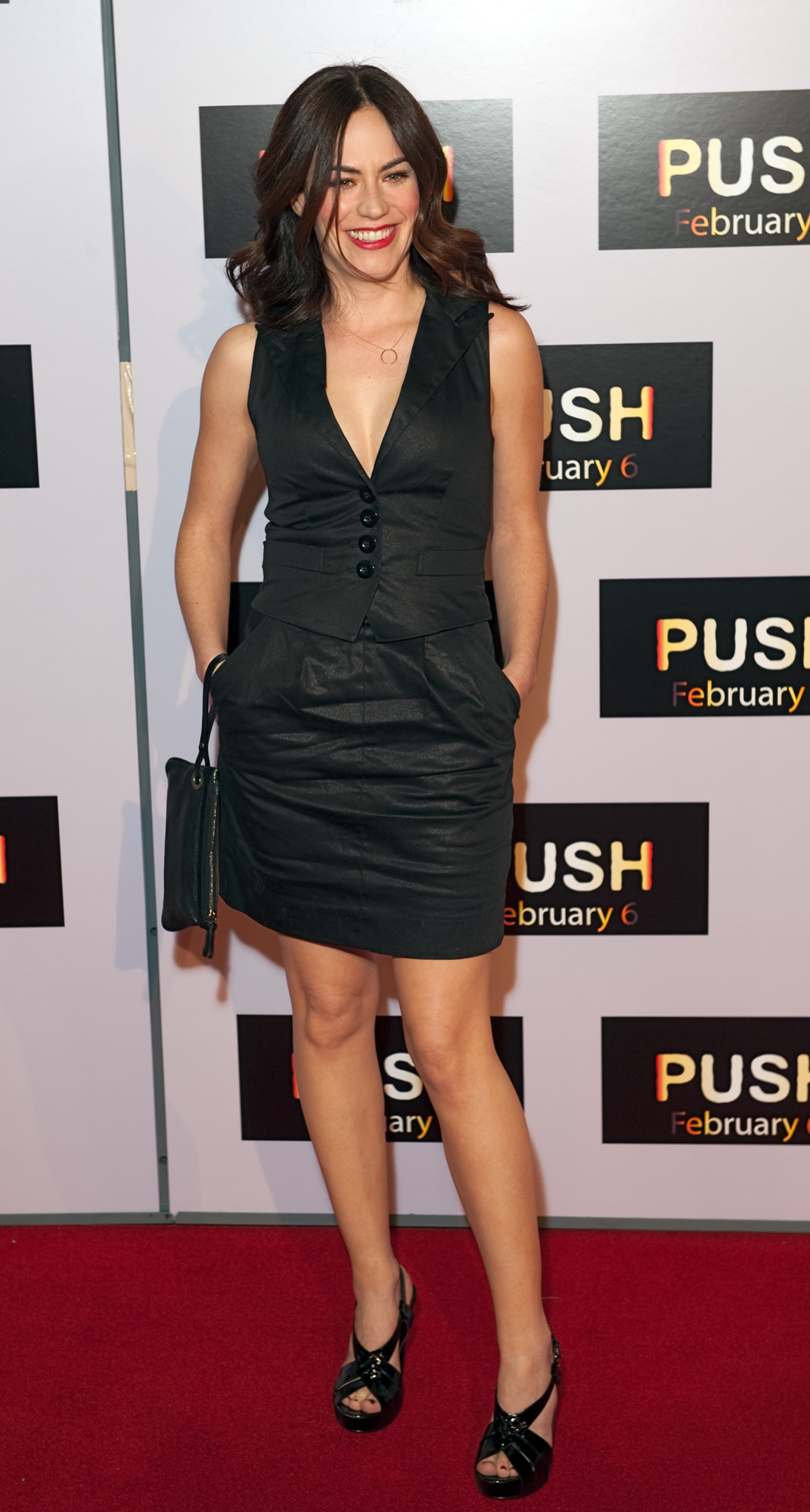
Maggie Siff è Maria Belanger

- Titolo originale: Tuesday's Dead
- Diretto da: Dan Minahan
- Scritto da: Adele Lim

### Trama
Al distretto si festeggia il compleanno di Ray; il mattino dopo, Sam si sveglia dalla sbornia da una chiamata in cui gli viene detto che alle due del pomeriggio staccheranno la spina che lo tiene in vita. Hunt entra in quel momento dicendo che è in atto un sequestro a un ospedale, dove un criminale ha minacciato di uccidere gli ostaggi proprio alle 14. La squadra si precipita sul luogo e Sam si prende con prepotenza il ruolo di negoziatore, per scoprire cosa si cela nell'ospedale e per cercare di risolvere la propria assurda situazione. Il sequestratore è il fratello di uno dei pazienti, lobotomizzato da uno dei dottori perché affetto da schizofrenia: il terrorista intende far rioperare il fratello per riportarlo alla normalità e a nulla valgono le discussioni per farlo ragionare. Il dottore e la squadra (Hunt e Annie, travestiti da medico e infermiera, sono nel frattempo entrati nell'ospedale) assecondano il criminale, fino alla colluttazione finale. Faccia a faccia col terrorista, Sam pensa alle parole di Annie ("pensa ad un momento felice") e ricorda il primo incontro con Mya: sono le 14 e - nel 2008 - Sam sente le voci delle persone che lo vegliano e che vedono il suo sorriso, impedendo così di staccare le apparecchiature che lo tengono in vita.